# 京都將棋
京都將棋是日本將棋變體，1976年由田宮克哉發明，可自由變化兩面，曾受到大山康晴等名人的好評。

## 規則
- 棋盤由二十五個方格組成，無自陣、敵陣之分。
- 棋子步法與本將棋雷同。
- 除了玉將外，其餘四類可隨時遵循下文作出變換：
  - 香と：香車可以變換為と金，反之亦然；
  - 金桂：金將可以變換為桂馬，反之亦然；
  - 銀角：銀將可以變換為角行，反之亦然；
  - 步飛：步兵可以變換為飛車，反之亦然。
- 其他規則與本將棋雷同。

## 開局
| 步兵 | 金將 | 王將 | 銀將 | 香車 |
| ■    | ■    | ■    | ■    | ■    |
| ■    | ■    | ■    | ■    | ■    |
| ■    | ■    | ■    | ■    | ■    |
| 香車 | 銀將 | 玉將 | 金將 | 步兵 |